# Bardi, Emilia-Romagna
Bardi, Emilia-Romagna är en ort och kommun i provinsen Parma i regionen Emilia-Romagna i Italien. Kommunen hade 2 150 invånare (2018).